# Orthotrichum rivulare
Orthotrichum rivulare là một loài rêu trong họ Orthotrichaceae. Loài này được Turner mô tả khoa học đầu tiên năm 1804.